# Aron (dopływ Loary)
Aron – rzeka we Francji, przepływająca przez teren departamentu Nièvre, o długości 103,8 km. Stanowi prawy dopływ rzeki Loary. Jednym z jej dopływów jest rzeka Alène.